# Spirokæter
Spirokæter er en stor uens gruppe af skruesnoede, bevægelige organismer.
Inddelingen er:
- Række: Spirokæter (Spirochaetes), Orden: Spirochaetales, tidligere med Treponemataceae
  - Familie Spirochaetaceae
    - Slægt Brevinema
    - Slægt Spirosymplokos
    - Slægt Cristispira
    - Slægt Clevelandina
    - Slægt Diplocalyx
    - Slægt Hollandina
    - Slægt Borrelia
      - Borreliose

    - Slægt Spirochaeta
    - Slægt Treponema
      - Syfilis
      - Bejel
      - Yaws
      - Pinta

  - Familie: Serpulinaceae
    - Slægt Brachyspira
    - Slægt Serpulina

  - Familie Leptospiraceae
    - Slægt leptonema
    - Slægt leptospira
      - Leptospirose
      - Rotte-bid-feber (Sodoku)